# Paolo Suriani
Paolo Suriani (1468 – 1522) è stato un monaco cristiano e medico italiano.

## Biografia
Vestì nel monastero veneziano di san Mattia di Murano l'abito camaldolese il 2 luglio 1505, assumendo il nome di Paolo. Era figlio dello «spectabilis et eximius artium Gioacomo Suriani di Rimini, che si trasferì con la famiglia a Venezia intorno al 1498, e fratello del medico Giovanni Suriani.
Egli stesso fu medico illustre, e ancor prima di entrare in monastero svolse un'intensa attività di emendtio e castigatio di testi d'argomento medico. Tra le sue opere ricordiamo quelle date alla stampa poco prima del suo ingresso in monastero: Expositio in Aphorismos Hippocratis, per i tipi di Boneto Locatelli, Venezia 1495; Opera Galeni, per i tipi di Bernardino Benali, Venezia 1502. Il Liber Teisir, sive rectificatio medicationis et regiminis, stampato a Lione nel 1531.